# لموریا (جشنواره)
لموریا (انگلیسی: Lemuria) یک رویداد سالانه در دین در روم باستان بود که در طی آن روم باستان مناسک و آیین را برای بیرون راندن روح خبیث یا جن‌گیری هر گونه ارواح بدخواه و ترسناک مردگان که به نام لمورها خوانده می‌شدند، از خانه‌های خود انجام می‌دادند.